# Jo Aleh
Jo Qesem Ayela Aleh, född 15 maj 1986 i Auckland, är en nyzeeländsk seglare. Hon tävlar tillsammans med Olivia Powrie. I världsmästerskapet i 420-klassen har hon tagit en guldmedalj år 2007 och i 470-klassen har Aleh tagit en guldmedalj 2013, silvermedaljer 2010, 2014 och 2016 samt en bronsmedalj år 2011. Hon vann guld i 470-klassen i olympiska sommarspelen 2012 i London. Vid olympiska sommarspelen 2016 i Rio de Janeiro vann hon en silvermedalj i samma klass.